# Chiến tranh Lạnh thứ Hai
 •  David Ben Gurion, thủ tướng đầu tiên Israel, công bố Tuyên ngôn độc lập của Israel ở Tel Aviv, 14 tháng 5 năm 1948.;

 •  Sukarno đi cùng Mohammad Hatta công bố độc lập của Indonesia ở Jakarta, 17 tháng 8 năm 1945.;

 •  LínhViệt Minh đặt cờ của mình trên trung tâm chiến thắng của quân Pháp sau khi giành chiến thắng trận chiến cho Điện Biên Phủ;

 •  Jawaharlal Nehru và Mahatma Gandhi là những người ủng hộ chính nền độc lập của Ấn Độ và ảnh hưởng đến chính trị của bà và thế giới trong giai đoạn đầu của Chiến tranh Lạnh;

Một bản đồ minh hoạ ba cường quốc chính nếu giả sử có một cuộc Chiến tranh Lạnh thứ Hai: Hoa Kỳ, Nga, và Trung Quốc.

Chiến tranh Lạnh II (còn gọi là Chiến tranh Lạnh mới hoặc Chiến tranh Lạnh thứ hai) là một thuật ngữ dùng để mô tả tình trạng căng thẳng chính trị và quân sự đang diễn ra giữa các khối quyền lực địa chính trị đối lập, với một khối thường được báo cáo là được dẫn dắt bởi Nga và/hoặc Trung Quốc và một khối khác do Hoa Kỳ, Liên minh châu Âu và NATO lãnh đạo. Nó giống như Chiến tranh Lạnh ban đầu đã chứng kiến một cuộc chiến tranh độc lập giữa các khối phương Tây do Hoa Kỳ dẫn đầu và Khối Đông do Liên Xô, người tiền nhiệm của Nga lãnh đạo.

## Sử dụng thời kỳ ban đầu
Các nguồn trong quá khứ, như các học giả Fred Halliday, Alan M. Wald, và David S. Painter, đã sử dụng các thuật ngữ hoán đổi cho nhau để chỉ năm 1979, giai đoạn 1985 và/hoặc 1985–1991 của Chiến tranh Lạnh. Một số nguồn khác đã sử dụng các thuật ngữ hoán đổi cho nhau để đề cập đến Chiến tranh Lạnh giữa những năm 1970. Nhà báo William Safire lập luận trong một biên tập của tờ New York Times năm 1975 rằng chính sách của chính quyền liên bang Nixon với Liên Xô đã thất bại và "Chiến tranh Lạnh II" hiện đang được tiến hành. Gordon H. Chang năm 2007 đã sử dụng thuật ngữ "Chiến tranh Lạnh II" để chỉ thời kỳ Chiến tranh Lạnh sau cuộc họp năm 1972 tại Trung Quốc giữa Tổng thống Mỹ Richard Nixon và Chủ tịch Trung Quốc Mao Trạch Đông.
Năm 1998, George Kennan đã kêu gọi Thượng viện Hoa Kỳ mở rộng NATO để bao gồm Ba Lan, Hungary và Cộng hòa Séc là "sự khởi đầu của một cuộc chiến tranh lạnh mới", và dự đoán rằng "người Nga sẽ dần dần phản ứng khá bất lợi và nó sẽ ảnh hưởng đến chính sách của họ".